# Willkür (Recht)
Willkür ist ein Rechtsbegriff, der im Lauf der Zeit unterschiedlich aufgefasst wurde, und bezog sich auch auf die mittelalterlichen Rechte von Städten im Rahmen der Selbstverwaltung. Das Stadtrecht der Stadt Danzig hieß Danziger Willkür; die Krakauer Wylkör der Stad wurde 1505 im Balthasar-Behem-Kodex festgehalten. Willkür bezeichnete also ursprünglich und wertneutral die Entscheidungsfreiheit im Gegensatz zur Notwendigkeit, in bestimmter Weise zu verfahren. Dies findet sich weiterhin wieder in der gewillkürten Prozessstandschaft, also die nach Wahl der Prozessparteien eintretende Prozessstandschaft im Gegensatz zur rechtlich vorgeschriebenen notwendigen Prozessstandschaft.
Im Gegensatz zu Privaten besteht für den Staat aufgrund der Bindung an das Gemeinwohl keine eigentliche Entscheidungsfreiheit. Dies gilt auch die Ausübung von Staatsgewalt; selbst innerhalb eines Ermessensrahmens oder Beurteilungsspielraums darf der Staat mithin nicht willkürlich entscheiden, sondern nur aus sachlichem Grund, bezogen auf das öffentliche Wohl (salus rei publicae). Den Verstoß dagegen beschreibt in der Umgangssprache der Begriff Willkürjustiz, den gravierenden oder gar systematischen Verstoß als Ausprägung von Staatsterror auch Justizterror.

## Deutschland
Bezogen auf staatliche Entscheidungen – der Legislative, Exekutive oder Judikative – bedeutet Willkür das Fehlen eines sachlichen Grundes und damit jedenfalls einen Verstoß gegen Verfassungsprinzipien.
Willkür liegt nach der Rechtsprechung des Bundesverfassungsgerichts vor, wenn eine Rechtsanwendung, insbesondere eine gerichtliche Entscheidung, nicht nur fehlerhaft, sondern „[…] unter keinem denkbaren Aspekt rechtlich vertretbar ist und sich daher der Schluss aufdrängt, dass er auf sachfremden Erwägungen beruht.“ Willkür ist bei einer Maßnahme gegeben, welche im Verhältnis zu der Situation, der sie Herr werden will, tatsächlich und eindeutig unangemessen ist. Dabei ist Willkür im objektiven Sinn zu verstehen und enthält keinen subjektiven Schuldvorwurf.
Im Bereich der Exekutive liegt Willkür vor, wenn die Behörde bei der Anwendung einer Norm von selbst gesetzten Entscheidungskriterien aus der Vergangenheit in einem Einzelfall abrücken will: Die Verwaltungspraxis der Vergangenheit bei der Ausfüllung von Handlungsspielräumen (Ermessen) bindet die Behörde auch für die Zukunft. Aus dem allgemeinen Gleichheitssatz gemäß Art. 3 Abs. 1 GG resultiert für den einzelnen Bürger ein Anspruch auf gleiche Behandlungsweise gemäß diesen Entscheidungskriterien. Sein Fall darf nicht anders beurteilt werden als der bzw. die davor behandelten Fälle. Davon unberührt bleibt die Möglichkeit der Verwaltung, ihre Praxis generell für die Zukunft abzuändern.
Sofern Grundrechtsträger betroffen sind, stellt eine willkürliche Entscheidung zugleich einen Verstoß gegen den allgemeinen Gleichheitssatz (Willkürverbot) gemäß Art. 3 Abs. 1 GG dar und kann auf die Verfassungsbeschwerde hin aufgehoben werden, wenn kein anderer Rechtsbehelf gegen die Entscheidung gegeben ist.
Auch im Zivilprozessrecht ist der Begriff der Willkür von Bedeutung: Eine gemäß § 281 Abs. 2 Satz 4 ZPO bindende Verweisung des Rechtsstreits an ein anderes Gericht hat ausnahmsweise keine Bindungswirkung, wenn die Verweisung willkürlich ist.

## Österreich
Willkür ist nach der Rechtsprechung des Verfassungsgerichtshofs keineswegs nur dann gegeben, wenn die Behörde absichtlich Unrecht begeht. Der Schutz, den der Gleichheitsgrundsatz den Staatsbürgern bietet, ist keineswegs auf die Abwehr von Amtsmissbrauch oder von ihm ähnlichen Fällen beschränkt. Der Gleichheitsgrundsatz wäre ansonsten inhaltslos, denn Exzesse der erwähnten Art sind relativ selten. Willkürlich handelt vielmehr eine Behörde auch dann, wenn sie ihre Entscheidung z. B. leichtfertig fällt, so etwa, wenn sie sich im Gegensatz zu allgemein anerkannten Rechtsgrundsätzen oder allgemein bekannten Erfahrungstatsachen stellt, oder auch, wenn sie von einer bisher allgemein geübten und als rechtmäßig anzusehenden Praxis abweicht, ohne hiefür Gründe anzugeben oder wenn die angegebenen Gründe offenkundig unzureichend sind. Allen diesen Beispielsfällen ist gemeinsam, dass die behördliche Tätigkeit erkennen lässt, dass sich die Behörde in Wirklichkeit über das Gesetz hinwegsetzt, anstatt ihm zu dienen.
Ist die offenkundige Rechtswidrigkeit der angefochtenen Entscheidung von einer Qualität, die nur durch eine völlige Gleichgültigkeit gegenüber dem Gesetz erklärbar ist, so ist sie darum willkürlich.

## Schweiz
In der Schweiz ist das Willkür-Verbot ein in Art. 9 der Bundesverfassung verankertes Grundrecht. Ein wichtiger Hinweis auf die Rechtssprechung in der Schweiz ist der Bundesgerichtsentscheid (BGE), in welchem das Gericht strenge Anforderungen sieht.

## Liechtenstein
Im Fürstentum Liechtenstein ist das Willkür-Verbot ein eigenständiges, ungeschriebenes Grundrecht. Willkür ist nach der Rechtsprechung des liechtensteinischen Staatsgerichtshofes eine offensichtliche, unhaltbare rechtliche Beurteilung oder krasse Aktenwidrigkeit. Eine unrichtige rechtliche Beurteilung ist jedoch kein Verstoß gegen das Willkür-Verbot.